# Barasona
Barasona es un despoblado oscense en el municipio de Graus, la Ribagorza, Aragón, España. Se encuentra sumergido bajo el embalse de Joaquín Costa.

## Toponimia
Según Bienvenido Mascaray, el nombre de Barasona podría provenir del vasco Baratz significando "La buena huerta" o "La huerta feliz".

## Historia
La primera cita documental de la población es del 1099, cuando aparece mencionado en el cartulario del monasterio de San Victorián.
En 1834 tenía ayuntamiento propio, aunque dos años después se le unieron las poblaciones de Cancer, Castarlenas y Pueyo de Marguillén, que tras el abandono de Barasona pasaron a intergrarse dentro del ayuntamiento de Graus.
El día 17 de octubre de 1926 se le comunicó a sus habitantes que debían de abandonar el pueblo en menos de 3 años. En 1929 comenzaron las obras para construir el embalse de Barasona, siendo terminadas en 1932.

## Demografía
| Gráfica de evolución demográfica de Barasona entre 1842 y 1920 |
| |
| Población de derecho según los censos de población del INE Población de hecho según los censos de población del INEEntre el censo de 1857 y el anterior, crece el término del municipio porque incorpora a Cáncer, Castarlenas y Pueyo de Marguillén Entre el censo de 1930 y el anterior, este municipio desaparece porque se integra en el municipio Graus |

## Patrimonio
- Ermita de San Sebastián, inaccesible desde la inundación.
- Ermita de Nuestra Señora del Cepillo, ya en tiempos de Madoz se encontraba en ruina. Se encontraba al este de la población, donde se podían observar restos de un antiguo asentamiento.

## Fiestas locales
- 3 de marzo, fiesta de San Sebastián.[5][6]